# Марк Діксон (тенісист)
Марк Діксон (англ. Mark Dickson; нар. 8 грудня 1959) — колишній американський тенісист.
Найвищу одиночну позицію світового рейтингу — 32 місце досяг 4 березня 1985, парну — 23 місце — 19 вересня 1983 року.
Здобув 2 одиночні та 4 парні титули.
Найвищим досягненням на турнірах Великого шолома були чвертьфінали в одиночному та парному розрядах.
Завершив кар'єру 1988 року.

## Фінали за кар'єру

### Одиночний розряд (2–1)
| Результат | W/L | Дата     | Турнір                    | Покриття   | Суперник        | Рахунок            |
| --------- | --- | -------- | ------------------------- | ---------- | --------------- | ------------------ |
| Поразка   | 0–1 | Бер 1983 | Мюнхен, Західна Німеччина | Килим (i)  | Браян Тічер     | 6–1, 4–6, 2–6, 3–6 |
| Перемога  | 1–1 | Кві 1984 | Х'юстон, США              | Ґрунт      | Семмі Джаммалва | 6–3, 6–2           |
| Перемога  | 2–1 | Лис 1984 | Тулуза, Франція           | Тверде (i) | Гайнц Ґюнтгардт | 7–6(7–3), 6–4      |

### Парний розряд (4–5)
| Результат | W/L | Дата     | Турнір               | Покриття   | Партнер       | Суперники                        | Рахунок       |
| --------- | --- | -------- | -------------------- | ---------- | ------------- | -------------------------------- | ------------- |
| Поразка   | 0–1 | Жов 1982 | Відень, Австрія      | Килим (i)  | Террі Мур     | Анрі Леконт Павел Сложил         | 1–6, 6–7      |
| Перемога  | 1–1 | Лис 1982 | Стокгольм, Швеція    | Тверде (i) | Ян Гуннарссон | Шервуд Стюарт Ферді Тейган       | 7–6, 6–7, 6–4 |
| Поразка   | 1–2 | Кві 1983 | Х'юстон WCT, США     | Ґрунт      | Томаш Шмід    | Кевін Каррен Стів Дентон         | 6–7, 7–6, 1–6 |
| Перемога  | 2–2 | Лип 1983 | Бостон, США          | Ґрунт      | Кассіу Мотта  | Ганс Гільдемайстер Белус Прахокс | 7–5, 6–3      |
| Перемога  | 3–2 | Лип 1983 | Washington Open, США | Ґрунт      | Кассіу Мотта  | Пол Макнамі Ферді Тейган         | 6–2, 1–6, 6–4 |
| Перемога  | 4–2 | Тра 1984 | Флоренція, Італія    | Ґрунт      | Чіп Гупер     | Бернард Міттон Балч Волтс        | 7–6, 4–6, 7–5 |
| Поразка   | 4–3 | Вер 1984 | Гонолулу, США        | Килим      | Майк Ліч      | Гері Доннеллі Балч Волтс         | 6–7, 4–6      |
| Поразка   | 4–4 | Жов 1984 | Токіо, Японія        | Тверде     | Стів Мейстер  | Девід Доулен Ндука Одізор        | 7–6, 4–6, 3–6 |
| Поразка   | 4–5 | Жов 1985 | Базель, Швейцарія    | Тверде (i) | Тім Вілкінсон | Тім Галліксон Том Галліксон      | 6–4, 4–6, 4–6 |